# Blåstrupig guan
Blåstrupig guan (Pipile cumanensis) är en fågel i familjen hockohöns inom ordningen hönsfåglar.

## Utbredning och systematik
Blåstrupig guan förekommer från östra Colombia till Venezuela, Guyana, västra Brasilien och Peru. Den behandlas som monotypisk, det vill säga att den inte delas in i några underarter. Tidigare inkluderades vitstrupig guan (P. grayi) i arten, men urskildes 2016 som egen art av BirdLife International, 2022 av tongivande eBird/Clements och 2023 av International Ornithological Congress.

## Status
IUCN kategoriserar arten som livskraftig.

## Bilder

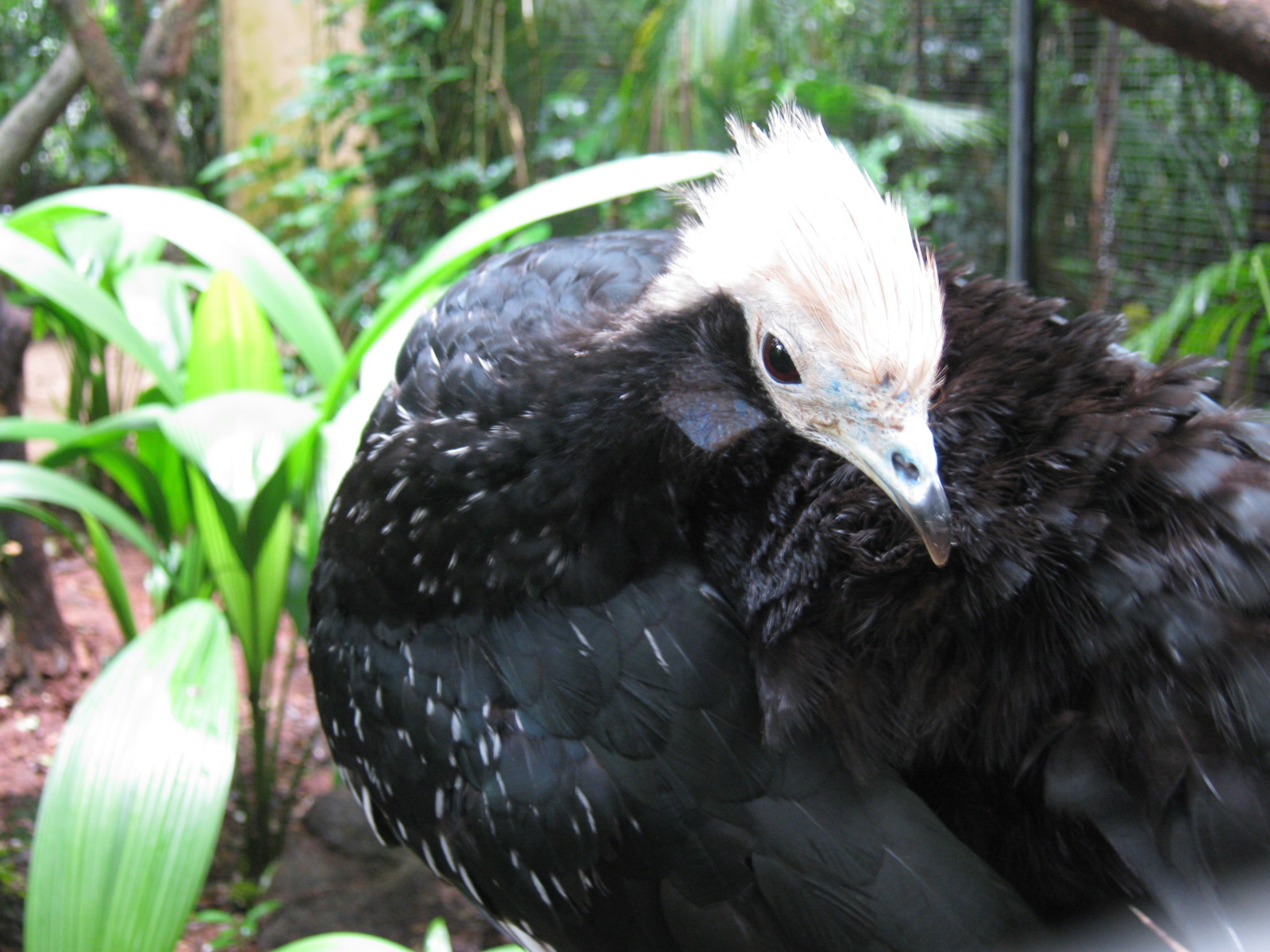
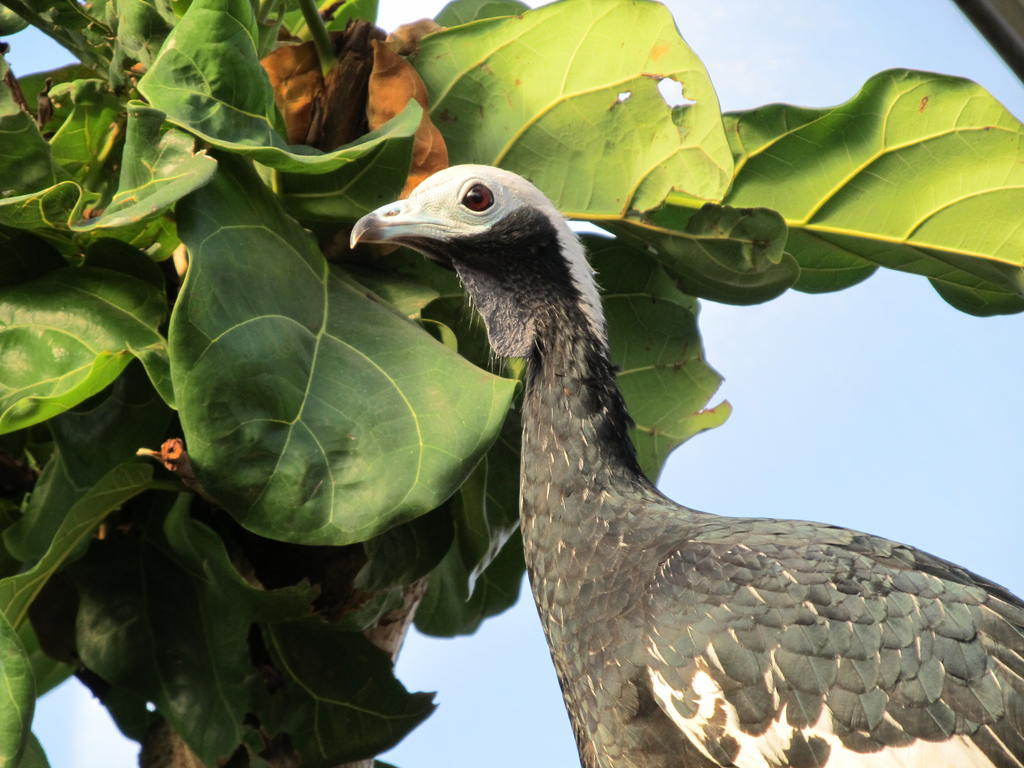